# Landtagswahl in Sachsen 2004
- PDS: 31
- SPD: 13
- Grüne: 6
- FDP: 7
- CDU: 55
- NPD: 12

- Regierung: 68
- Opposition: 56

Die Landtagswahl in Sachsen 2004 war die vierte Wahl zum Sächsischen Landtag und fand am 19. September 2004 statt.
Mit einem Stimmenverlust von über 15 Prozentpunkten verlor die CDU erstmals seit der Wiedergründung des Freistaates Sachsen im Jahr 1990 die absolute Mehrheit. Sie bildete im Anschluss an die Wahl eine Koalitionsregierung mit der SPD. Georg Milbradt blieb Ministerpräsident. Nach dessen Rücktritt wurde Stanislaw Tillich zum Ministerpräsidenten gewählt. Neben der CDU und der PDS schaffte die SPD den direkten Wiedereinzug in den Sächsischen Landtag. Die SPD erreichte das (bis 2018) schlechteste Ergebnis bei einer Landtagswahl seit 1945. Nach zuletzt 1990 schafften auch die Grünen und die FDP den Einzug in den Landtag.
Erstmals zog die rechtsextreme NPD in den Sächsischen Landtag ein und war somit das erste Mal seit 1972 wieder in einem deutschen Landtag vertreten.
Am 25. November 2005 gab der Verfassungsgerichtshof des Freistaates Sachsen einer Wahlprüfungsbeschwerde des Kandidaten der PDS im Wahlkreis Leipzig 7 statt, woraufhin in diesem Wahlkreis am  22. Januar 2006 eine Wiederholungswahl stattfand, bei der allerdings nur die Direktstimme neu abgegeben werden konnte. Da der CDU-Kandidat seinen Wahlkreis erneut gewinnen konnte, ergaben sich aus dieser Wiederholungswahl keine Veränderungen in der Sitzverteilung.

## Endgültiges amtliches Endergebnis
Die rund 3,56 Millionen wahlberechtigten Bürger Sachsens wählten mit einer Direktstimme den Kandidaten ihres Wahlkreises und mit der Listenstimme die Partei oder politische Vereinigung. Mit der Listenstimme wird durch Verhältniswahl über die Zusammensetzung des 120 Sitze ohne Überhang- und Ausgleichsmandate umfassenden Landtages entschieden. Mit der Direktstimme wurde in den 60 Wahlkreisen durch Mehrheitswahl der jeweilige Direktmandatsträger gewählt. Um in den Sächsischen Landtag einzuziehen, musste eine Partei mindestens fünf Prozent der Listenstimmen auf sich vereinigen oder zwei Direktmandate erringen.

Die Stimmenmehrheiten der Erststimmen (l.) und Zweitstimmen (r.) in den Wahlkreisen

| Listen                        | Listen                        | Erststimmen | Erststimmen | Erststimmen | Erststimmen | Zweitstimmen | Zweitstimmen | Zweitstimmen | Zweitstimmen | Mandate | Mandate |
| Listen                        | Listen                        | Stimmen     | %           | +/-         | Mandate     | Stimmen      | %            | +/-          | Mandate      | Anzahl  | +/-     |
| ----------------------------- | ----------------------------- | ----------- | ----------- | ----------- | ----------- | ------------ | ------------ | ------------ | ------------ | ------- | ------- |
|                               | CDU                           | 854.219     | 41,6        | –12,0       | 55          | 855.203      | 41,1         | –15,8        | –            | 55      | –21     |
|                               | PDS                           | 502.700     | 24,5        | ±0,0        | 4           | 490.488      | 23,6         | +1,4         | 27           | 31      | +1      |
|                               | SPD                           | 233.593     | 11,4        | –2,8        | 1           | 204.438      | 9,8          | –0,9         | 12           | 13      | –1      |
|                               | GRÜNE                         | 124.658     | 6,1         | +4,4        | –           | 106.771      | 5,1          | +2,6         | 6            | 6       | +6      |
|                               | NPD                           | 100.765     | 4,9         | +4,0        | –           | 190.909      | 9,2          | +7,8         | 12           | 12      | +12     |
|                               | FDP                           | 166.358     | 8,1         | +5,7        | –           | 122.605      | 5,9          | +4,8         | 7            | 7       | +7      |
|                               | DSU                           | 19.791      | 1,0         | +0,1        | –           | 11.133       | 0,5          | +0,1         | –            | –       | –       |
|                               | PBC                           | 5.678       | 0,3         | +0,3        | –           | 13.880       | 0,7          | +0,4         | –            | –       | –       |
|                               | GRAUE                         | –           | –           | –0,1        | –           | 19.377       | 0,9          | +0,6         | –            | –       | –       |
|                               | BüSo                          | 18.058      | 0,9         | +0,9        | –           | 11.299       | 0,5          | +0,4         | –            | –       | –       |
|                               | Tierschutz                    | –           | –           | N/A         | –           | 34.068       | 1,6          | N/A          | –            | –       | –       |
|                               | AUFBRUCH                      | –           | –           | N/A         | –           | 11.201       | 0,5          | N/A          | –            | –       | –       |
|                               | DGG                           | 4.128       | 0,2         | N/A         | –           | 8.763        | 0,4          | N/A          | –            | –       | –       |
|                               | PLB                           | 6.762       | 0,3         | N/A         | –           | –            | –            | N/A          | –            | –       | –       |
|                               | REP                           | 4.179       | 0,2         | –0,9        | –           | –            | –            | –1,5         | –            | –       | –       |
|                               | FP Deutschlands               | 2.774       | 0,1         | N/A         | –           | –            | –            | N/A          | –            | –       | –       |
|                               | Einzelbewerber/Übrige <0,10 % | 9.214       | 0,4         | –0,1        | –           | –            | –            | –            | –            | –       | –       |
| Gesamt                        | Gesamt                        | 2.052.877   | 100         |             | 60          | 2.080.135    | 100          |              | 64           | 124     | +4      |
|                               |                               |             |             |             |             |              |              |              |              |         |         |
| Ungültige Stimmen             | Ungültige Stimmen             | 65.915      | 3,1         | +0,6        |             | 38.657       | 1,8          | +0,3         |              |         |         |
| Wähler                        | Wähler                        | 2.118.792   | 59,6        | –1,5        |             | 2.118.792    | 59,6         | –1,5         |              |         |         |
| Wahlberechtigte               | Wahlberechtigte               | 3.554.542   |             |             |             | 3.554.542    |              |              |              |         |         |
|                               |                               |             |             |             |             |              |              |              |              |         |         |
| Quelle: Statistische Berichte |                               |             |             |             |             |              |              |              |              |         |         |

Daneben traten noch verschiedene Wählervereinigungen (zum Beispiel Freie Wähler) an. Die Landesvorsitzende der Republikaner, Kerstin Lorenz, verkündete gegen den Willen der Bundesspitze den Rückzug der Kandidatur ihrer Partei zugunsten der NPD.
Die Wahlbeteiligung  betrug laut offiziellem Wahlergebnis mit 2.118.792 abgegebenen Stimmen 59,6 Prozent. Wahlberechtigt waren 3.554.542 Personen. Von den abgegebenen Listenstimmen waren 98,2 Prozent gültig.
Die CDU errang in 55 Wahlkreisen das Direktmandat. In zwei Wahlkreisen von Leipzig (Wahlkreise 27 und 29) und Wahlkreis 15 (Chemnitz 4) sowie Wahlkreis 55 (Hoyerswerda) gelang es der PDS jeweils, der CDU ein Direktmandat abzuringen. Der SPD gelang dies nur im Wahlkreis 28 (Leipzig 4).
Durch die gewonnenen Direktmandate erhielt die CDU zwei Überhangmandate. Daher erhielten PDS und SPD jeweils ein Ausgleichsmandat. Hätte die CDU ein Direktmandat weniger gewonnen, hätte sie nur auf ein Überhangmandat Anspruch gehabt. Dadurch hätten PDS und SPD jeweils kein Ausgleichsmandat erhalten. Als Folge hätten CDU und FDP nach der Wahl, auch wenn sie in Summe weniger Zweitstimmen bekommen haben als der Rest der im Landtag vertretenen Parteien, eine Regierungsmehrheit bilden können.

### Wahlergebnis in den Gemeinden und kreisfreien Städten
Die folgenden Karten zeigen die (relativen) Mehrheiten der Direktstimmen (l.) und Listenstimmen (r.) in den Gemeinden und kreisfreien Städten.

Direktstimmen
Listenstimmen

| CDU20–30 %30–40 %40–50 %50–60 %60–70 %70–80 %80–90 % | Linke30–40 %40–50 % | SPD30–40 % | FDP20–30 %30–40 %40–50 % | Grüne30–40 % |